# Juan Martín del Potro
Juan Martín del Potro, přezdívaný jako „Delpo“ (* 23. září 1988 Tandil) je argentinský tenista, stříbrný olympijský medailista z Riodejaneirských her a bronzový medailista z Londýnských her. Profesionální kariéru zahájil v sezóně 2005. Ve své dosavadní kariéře vyhrál na okruhu ATP World Tour dvacet dva turnajů ve dvouhře a jeden ve čtyřhře. Na challengerech ATP a okruhu ITF získal šest titulů ve dvouhře a dva ve čtyřhře.
Na žebříčku ATP byl ve dvouhře nejvýše klasifikován v srpnu 2018 na 3. místě a ve čtyřhře pak v květnu 2009 na 105. místě. Trénuje ho Sebastian Prieto. Dříve tuto roli plnil Franco Davin. Poté, co ve světové klasifikaci dosáhl svého maxima, musel vynechat většinu sezóny 2010 pro dlouhodobé zranění zápěstí.
Jediný grandslamový titul si připsal na US Open 2009, když v semifinále porazil Nadala a v pětisetové bitvě o titul pak Rogera Federera. Stal se tak prvním tenistou, který oba hráče zdolal na jediném Grand Slamu. Až do zisku Wawrinkova premiérového majoru v lednu 2014 byl jediným hráčem mimo tzv. „velkou čtyřku“ – Djokoviće, Nadala, Federera a Murrayho, který od roku 2005 dokázal vyhrát singlový grandslamový titul. Představuje druhého Argentince a pátého nejmladšího šampióna na US Open v otevřené éře tenisu. V roce 2009 jej ve finále londýnského Turnaje mistrů zdolal Rus Nikolaj Davyděnko.

## Týmové soutěže
V argentinském daviscupovém týmu debutoval v roce 2007 prvním kolem Světové skupiny proti Rakousku, v němž vyhrál dvouhru nad Jürgenem Melzerem. V roce 2016 plnil roli jedničky družstva, které poprvé historii vyhrálo Davisův pohár a Argentina se stala prvním jihoamerickým šampionem soutěže. V záhřebském finále přehráli Chorvatsko 3:2 na zápasy. Chorvat Marin Čilić byl přitom blízko zisku třetího rozhodujícího bodu, když nad del Potrem vedl již 2–0 na sety. Zbylou sadu se mu však získat nepodařilo a po téměř pětihodiném dramatu odešel poražen. V závěrečné dvouhře již dominoval Argentinec Federico Delbonis. Do dubna 2018 v soutěži nastoupil k třinácti mezistátním utkáním s bilancí 15–4 ve dvouhře a 1–2 ve čtyřhře.
Argentinu reprezentoval na Letních olympijských hrách 2012 v Londýně, kde v mužské dvouhře vybojoval bronzovou medaili po výhře nad Srbem Novakem Djokovićem. Do smíšené čtyřhry nastoupil s Giselou Dulkovou, aby soutěž opustili ve čtvrtfinále po prohře od třetího nasazeného amerického páru Lisa Raymondová a Mike Bryan.
Zúčastnil se také riodejaneirských Her XXXI. olympiády, kde v úvodním kole dvouhry opět zdolal světovou jedničku Djokoviće a v semifinále přešel přes Rafaela Nadala. V utkání o zlato pak podlehl obhájci trofeje a světové dvojce Andymu Murraymu po čtyřsetovém průběhu. Finálové drama trvalo přes čtyři hodiny a oba aktéři si patnáctkrát prolomili svá podání. Argentinec hrál pod žebříčkovou ochranou, když se na dvorce vrátil v únoru 2016 po dlouhodobém zranění zápěstí. Během turnaje mu patřila 141. příčka na žebříčku. Spolu s Máximem Gonzálezem skončili v mužské čtyřhře ve druhém kole na raketách španělského páru a pozdějších olympijských vítězů Marca Lópeze a Rafaela Nadala.

## Individuální tenisová kariéra

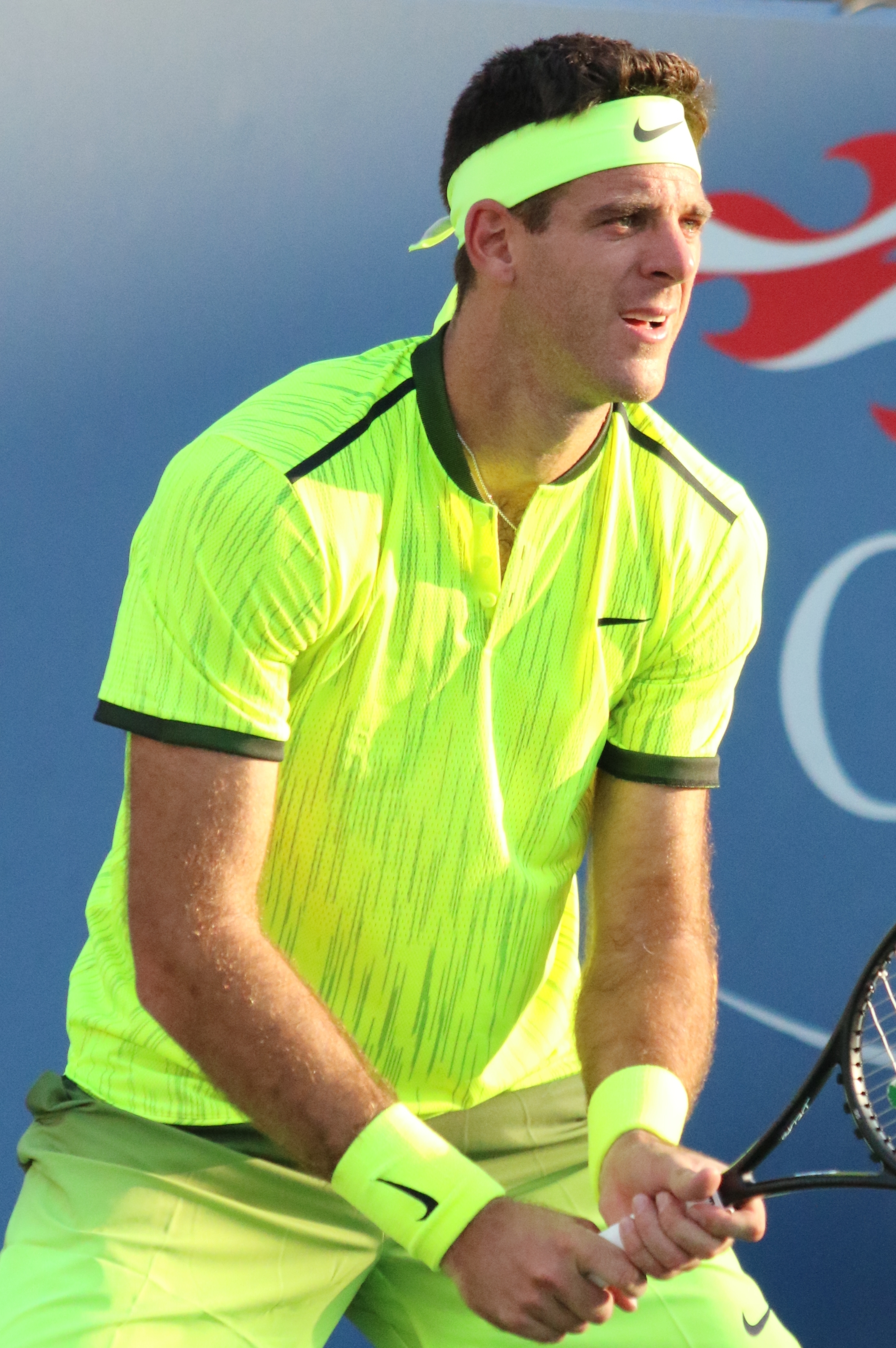
Příjem na US Open 2016

Tenis začal hrát v sedmi letech. Debutové utkání v mužské soutěži odehrál v roce 2004, kdy mu bylo patnáct let a první výhru si připsal jako sedmnáctiletý v únoru 2006 nad 117. hráčem klasifikace Albertem Portasem na Delray Beach Open.
V sezóně 2008 vytvořil druhou nejdelší sérii vítězných zápasů, o jedno vítězství více dosáhl Nadal, a v rámci hráčů do 20 let druhou nejdelší sérii v otevřené éře, když neprohrál 23 utkání v řadě během šesti turnajů. Během ní se stal prvním tenistou v historii ATP, který získal první čtyři tituly právě na čtyřech odehraných turnajích, když mezi červencem a srpnem 2008 ovládl v řadě akce ve Stuttgartu, Kitzbühelu, Los Angeles a Washingtonu. Jeho vítězné tažení ukončil až ve čtvrtfinále US Open 2008 Andy Murray. Do elitní světové desítky žebříčku pak debutově pronikl 6. října 2008.
Po dosažení kariérního žebříčkového maxima, kdy v lednu 2010 figuroval na 4. příčce, vynechal většinu sezóny 2010 pro zranění pravého zápěstí. Na okruh se vrátil během roku 2011 a v lednu 2014 mu opět patřila 4. příčka. Následně však přerušil kariéru tentokrát pro poranění levého zápěstí, které mu stěžovalo kariéru již od roku 2012.
Po operaci a rekonvalescenci se pokusil odehrát lednové Apia International Sydney 2015 a Australian Open 2015, ale pokračující bolest v zápěstí jej vyřadila na další rok a vedla opět k chirurgickému zákroku během června 2015. Prvním zápasem po návratu se 15. února 2016 stal vítězný duel proti Denisu Kudlovi na Delray Beach Open 2016. V létě téže sezóny pak odehrál dvě bitvy proti Andymu Murraymu – na letní olympiádě mu podlehl ve finále a o měsíc později Skotovi porážku vrátil v pětisetovém klání glasgowského semifinále Davis Cupu, jež trvalo 5 hodin a 7 minut.
Premiérový titul ze série Masters získal na březnovém BNP Paribas Open 2018 v Indian Wells. Ve čtvrtfinále otočil nepříznivý průběh s Němcem Philippem Kohlschreiberem a po výhře nad Milosem Raonicem počtvrté v kariéře prošel do závěrečného boje o titul. V něm sehrál dramatický třísetový duel proti švýcarské světové jedničce Rogeru Federerovi, když odvrátil tři mečboly.
Do druhého kariérního finále grandslamu se probojoval opět ve Flushing Meadows na US Open 2018, kam přijel v roli světové trojky. Po čtvrtfinálové výhře nad jedenáctým nasazeným Johnem Isnerem mu v semifinále vzdal obhájce trofeje a světová jednička Rafael Nadal pro zranění kolena. V duelu Argentinec získal první dvě sady. Na třech ze čtyř předcházejících grandslamů přitom Španěl del Potra vyřadil. V boji o titul pak podlehl šestému nasazenému Srbu Novaku Djokovići po třísetovém průběhu. Srbský šampion navýšil poměr vzájemných duelů na 15–4, z toho dosáhl třinácté výhry v řadě a přeskočil Jihoameričana na žebříčku, když jej vystřídal na 3. příčce.

## Soukromý život
Narodil se roku 1988 v Tandil do rodiny veterináře a poloprofesionálního hráče rugby Daniela del Potra. Matka Patricia del Potrová je pedagožka. Má mladší sestru Julietu del Potrovou. Vyjma rodné španělštiny hovoří také anglicky a částečně italsky.
Prvním trenérem v dětství se stal Marcelo Gómez, který vedl v Tandilu narozené hráče Juana Mónaca, Mariana Zabaletu a Máxima Gonzáleze. Jeho tenisový talent rozpoznal bývalý italský tenista Ugo Colombini, který jej v počáteční fázi rozvíjející se kariéry trénoval a poté působil ve funkci del Potrova tenisového agenta.
Vyznáním je římský katolík.

## Finále na Grand Slamu

### Mužská dvouhra: 2 (1–1)
| Stav      | Rok  | Turnaj  | Povrch | Soupeř ve finále | Výsledek                          |
| --------- | ---- | ------- | ------ | ---------------- | --------------------------------- |
| Vítěz     | 2009 | US Open | tvrdý  | Roger Federer    | 3–6, 7–6(7–5), 4–6, 7–6(7–4), 6–2 |
| Finalista | 2018 | US Open | tvrdý  | Novak Djoković   | 3–6, 6–7(4–7), 3–6                |

## Zápasy o olympijské medaile

### Mužská dvouhra: 2 (1 stříbro, 1 bronz)
| Medaile | Datum          | Turnaj                     | Povrch | Soupeř         | Výsledek           |
| ------- | -------------- | -------------------------- | ------ | -------------- | ------------------ |
| Bronz   | 5. srpna 2012  | Londýn, Spojené království | tráva  | Novak Djoković | 7–5, 6–4           |
| Stříbro | 14. srpna 2016 | Rio de Janeiro, Brazílie   | tvrdý  | Andy Murray    | 5–7, 6–4, 2–6, 5–7 |

## Finále na okruhu ATP World Tour
| Legenda (před/od 2009)                                  |
| D – dvouhra; Č – čtyřhra                                |
| Grand Slam (1–1 D)                                      |
| Stříbro na letních olympijských hrách (1 D)             |
| Turnaj mistrů (0–1 D)                                   |
| ATP Masters Series / ATP Tour Masters 1000 (1–3 D)      |
| ATP International Series Gold / ATP Tour 500 (9–4 D)    |
| ATP International Series / ATP Tour 250 (11–3 D; 1–0 Č) |

### Dvouhra: 35 (22–13)
| Stav      | Č.  | Datum              | Turnaj                                     | Povrch    | Finalista             | Výsledek                          |
| --------- | --- | ------------------ | ------------------------------------------ | --------- | --------------------- | --------------------------------- |
| Vítěz     | 1.  | 13. července 2008  | Stuttgart, Německo                         | antuka    | Richard Gasquet       | 6–4, 7–5                          |
| Vítěz     | 2.  | 20. července 2008  | Kitzbühel, Rakousko                        | antuka    | Jürgen Melzer         | 6–2, 6–1                          |
| Vítěz     | 3.  | 10. srpna 2008     | Los Angeles, Spojené státy                 | tvrdý     | Andy Roddick          | 6–1, 7–6(7–2)                     |
| Vítěz     | 4.  | 17. srpna 2008     | Washington, D.C., Spojené státy            | tvrdý     | Viktor Troicki        | 6–3, 6–3                          |
| Finalista | 1.  | 5. října 2008      | Tokio, Japonsko                            | tvrdý     | Tomáš Berdych         | 1–6, 4–6                          |
| Vítěz     | 5.  | 17. ledna 2009     | Auckland, Nový Zéland                      | tvrdý     | Sam Querrey           | 6–4, 6–4                          |
| Vítěz     | 6.  | 9. srpna 2009      | Washington, D.C., Spojené státy (2)        | tvrdý     | Andy Roddick          | 3–6, 7–5, 7–6(8–6)                |
| Finalista | 2.  | 16. srpna 2009     | Montreal, Kanada                           | tvrdý     | Andy Murray           | 7–6(7–4), 6–7(3–7), 1–6           |
| Vítěz     | 7.  | 14. září 2009      | US Open, New York, Spojené státy           | tvrdý     | Roger Federer         | 3–6, 7–6(7–5), 4–6, 7–6(7–4), 6–2 |
| Finalista | 3.  | 29. listopadu 2009 | Londýn – Turnaj mistrů, Spojené království | tvrdý (h) | Nikolaj Davyděnko     | 3–6, 4–6                          |
| Vítěz     | 8.  | 27. února 2011     | Delray Beach, Spojené státy                | tvrdý     | Janko Tipsarević      | 6–4, 6–4                          |
| Vítěz     | 9.  | 1. května 2011     | Estoril, Portugalsko                       | antuka    | Fernando Verdasco     | 6–2, 6–2                          |
| Finalista | 4.  | 30. října 2011     | Vídeň, Rakousko                            | tvrdý (h) | Jo-Wilfried Tsonga    | 7–6(7–5), 3–6, 4–6                |
| Finalista | 5.  | 19. února 2012     | Rotterdam, Nizozemsko                      | tvrdý (h) | Roger Federer         | 1–6, 4–6                          |
| Vítěz     | 10. | 26. února 2012     | Marseille, Francie                         | tvrdý (h) | Michaël Llodra        | 6–4, 6–4                          |
| Vítěz     | 11. | 6. května 2012     | Estoril, Portugalsko (2)                   | antuka    | Richard Gasquet       | 6–4, 6–2                          |
| Vítěz     | 12. | 21. října 2012     | Vídeň, Rakousko                            | tvrdý (h) | Grega Žemlja          | 7–5, 6–3                          |
| Vítěz     | 13. | 28. října 2012     | Basilej, Švýcarsko                         | tvrdý (h) | Roger Federer         | 6–4, 6–7(5–7), 7–6(7–3)           |
| Vítěz     | 14. | 17. února 2013     | Rotterdam, Nizozemsko                      | tvrdý (h) | Julien Benneteau      | 7–6(7–2), 6–3                     |
| Finalista | 6.  | 17. března 2013    | Indian Wells, Spojené státy                | tvrdý     | Rafael Nadal          | 6–4, 3–6, 4–6                     |
| Vítěz     | 15. | 4. srpna 2013      | Washington, D.C., Spojené státy (3)        | tvrdý     | John Isner            | 3–6, 6–1, 6–2                     |
| Vítěz     | 16. | 6. října 2013      | Tokio, Japonsko (2)                        | tvrdý     | Milos Raonic          | 7–6(7–5), 7–5                     |
| Finalista | 7.  | 13. října 2013     | Šanghaj, ČLR                               | tvrdý     | Novak Djoković        | 6–1, 3–6, 7–6(7–3)                |
| Vítěz     | 17. | 27. října 2013     | Basilej, Švýcarsko (2)                     | tvrdý (h) | Roger Federer         | 7–6(7–3), 2–6, 6–4                |
| Vítěz     | 18. | 11. ledna 2014     | Sydney, Austrálie                          | tvrdý     | Bernard Tomic         | 6–3, 6–1                          |
| Finalista | 8.  | 14. srpna 2016     | Rio de Janeiro – LOH, Brazílie             | tvrdý     | Andy Murray           | 5–7, 6–4, 2–6, 5–7                |
| Vítěz     | 19. | 23. října 2016     | Stockholm, Švédsko                         | tvrdý (h) | Jack Sock             | 7–5, 6–1                          |
| Vítěz     | 20. | 22. října 2017     | Stockholm, Švédsko (2)                     | tvrdý (h) | Grigor Dimitrov       | 6–4, 6–2                          |
| Finalista | 9.  | 29. října 2017     | Basilej, Švýcarsko                         | tvrdý (h) | Roger Federer         | 7–6(7–5), 4–6, 3–6                |
| Finalista | 10. | 13. ledna 2018     | Auckland, Nový Zéland                      | tvrdý     | Roberto Bautista Agut | 1–6, 6–4, 5–7                     |
| Vítěz     | 21. | 5. března 2018     | Acapulco, Mexiko                           | tvrdý     | Kevin Anderson        | 6–4, 6–4                          |
| Vítěz     | 22. | 18. března 2018    | Indian Wells, Spojené státy                | tvrdý     | Roger Federer         | 6–4, 6–7(8–10), 7–6(7–2)          |
| Finalista | 11. | 5. srpna 2018      | Los Cabos, Mexiko                          | tvrdý     | Fabio Fognini         | 4–6, 2–6                          |
| Finalista | 12. | 9. září 2018       | US Open, New York, Spojené státy           | tvrdý     | Novak Djoković        | 3–6, 6–7(4–7), 3–6                |
| Finalista | 13. | 7. října 2018      | Peking, ČLR                                | tvrdý     | Nikoloz Basilašvili   | 4–6, 4–6                          |

### Čtyřhra: 1 (1–0)
| Stav  | Č. | Datum             | Turnaj                      | Povrch | Spoluhráč      | Soupeři ve finále               | Výsledek         |
| ----- | -- | ----------------- | --------------------------- | ------ | -------------- | ------------------------------- | ---------------- |
| Vítěz | 1. | 30. července 2007 | Indianapolis, Spojené státy | tvrdý  | Travis Parrott | Teimuraz Gabašvili Ivo Karlović | 3–6, 6–2, [10–6] |

## Finále soutěží družstev: 3 (1–2)
| Stav      | Č. | Datum                  | Soutěž                             | Povrch     | Spoluhráči                                    | Finalisté                                                        | Výsledek |
| --------- | -- | ---------------------- | ---------------------------------- | ---------- | --------------------------------------------- | ---------------------------------------------------------------- | -------- |
| Finalista | 1. | 21.–23. listopadu 2008 | Davis Cup Mar del Plata, Argentina | tvrdý (h)  | David Nalbandian José Acasuso Agustín Calleri | David Ferrer Fernando Verdasco Feliciano López Marcel Granollers | 1–3      |
| Finalista | 2. | 2.–4. prosince 2011    | Davis Cup Sevilla, Španělsko       | antuka (h) | Juan Mónaco David Nalbandian Eduardo Schwank  | Rafael Nadal David Ferrer Feliciano López Fernando Verdasco      | 3–2      |
| Vítěz     | 1. | 25.–27. listopadu 2016 | Davis Cup Záhřeb, Chorvatsko       | tvrdý (h)  | Federico Delbonis Leonardo Mayer Guido Pella  | Marin Čilić Ivo Karlović Ivan Dodig Franko Škugor                | 3–2      |

## Postavení na konečném žebříčku ATP

### Dvouhra
| Rok    | 2004  | 2005   | 2006  | 2007  | 2008 | 2009 | 2010   | 2011  | 2012 | 2013 | 2014   | 2015   | 2016  | 2017  |
| Pořadí | 1077. | ▲ 159. | ▲ 91. | ▲ 44. | ▲ 9. | ▲ 5. | ▼ 257. | ▲ 11. | ▲ 7. | ▲ 5. | ▼ 138. | ▼ 581. | ▲ 38. | ▲ 11. |

### Čtyřhra
| Rok    | 2004  | 2005   | 2006   | 2007   | 2008   | 2009   | 2010 | 2011   | 2012   | 2013   | 2014   | 2015 | 2016   | 2017   |
| Pořadí | 1568. | ▲ 283. | ▲ 254. | ▲ 178. | ▼ 268. | ▲ 118. | ▼ —  | ▲ 185. | ▼ 554. | ▼ 781. | ▲ 575. | ▼ —  | ▲ 354. | ▲ 313. |